# Mr. Do!
Mr. Do! — аркадная игра, созданная Universal в 1982 году. По игровому процессу она отдалённо напоминает популярную игру Dig Dug. Mr. Do! также имела популярность и была выпущена на нескольких моделях домашних компьютеров и игровых приставок. Эта игра является первой в серии, и была выпущена как отдельная игра и как комплект для переделки уже имевшегося игрового автомата (выпускался Taito Corp.). Это была первая игра, которая выпускалась в форме комплекта для переделки. В США было продано 30000 автоматов.

## Игровой процесс
Задачей Mr. Do! является набрать как можно больше очков. Очки даются за выкапывание туннелей в земле и сбор вишен. Главного героя, Mr. Do (цирковой клоун — в оригинальной японской версии игры снеговик), постоянно преследуют красные монстры, напоминающие небольших динозавров. Игрок теряет жизнь, если персонаж попадётся одному из них. Игра заканчивается после потери последней жизни.
Вишни распределены по всему уровню группами по восемь штук. 500 бонусных очков начисляются, если персонаж соберёт 8 вишен подряд без остановки. Уровень считается завершенным, когда собраны все вишни, уничтожены все монстры, появилась надпись «EXTRA» или найден алмаз.
Игрок может победить монстров, ударяя их прыгающим силовым мячом («power ball») или сбрасывая на них большие яблоки. Когда мяч скачет в сторону монстра, персонаж игрока беззащитен. Если мяч отскакивает в область игрового поля, где нет монстров, в которые он мог бы попасть (например, за упавшим яблоком), игрок не может использовать его снова, пока не подберёт его обратно. Когда силовой мяч попадает в монстра, он снова появляется в руках героя, но после задержки, которая увеличивается с каждым использованием.

## Порты
Mr. Do!, как и многие другие игры того времени, был портирован на многие домашние компьютеры и игровые консоли, в том числе Atari 2600, 8-битные компьютеры Atari, ColecoVision, Apple II, MSX, Tomy Tutor и Commodore 64. Игра была адаптирована для более «продвинутых» систем, таких как Game Boy и Super NES (где были добавлены новые возможности).